# Leptocera nebulosa
Leptocera nebulosa är en tvåvingeart som först beskrevs av Meijere 1916.  Leptocera nebulosa ingår i släktet Leptocera och familjen hoppflugor. Inga underarter finns listade i Catalogue of Life.